# دوري جمهورية إفريقيا الوسطى الممتاز
دوري جمهورية أفريقيا الوسطى لكرة القدم هي مسابقة كرة القدم بين أندية جمهورية أفريقيا الوسطى .
البطل الحالي هو أولمبيك ريال بانغي.